# Lucas Pattui
Lucas Pattui (Vigo, Galicia, España, 21 de junio de 1976) es un actor español. Es licenciado por la Real Escuela Superior de Arte Dramático (RESAD). También estudió en Teatro de la Danza y realizó diversos cursos específicos.

## Trayectoria
Se convirtió en un popular actor de series gallegas por los papeles que interpretó en Rías Baixas y, sobre todo, en Padre Casares. También actuó en series producidas fuera de Galicia como A las once en casa, Todos los hombres sois iguales, Condenadas a entenderse, Mediterráneo o Código fuego.
En el cine estuvo a las órdenes de directores como Achero Mañas y Chus Gutiérrez, y también cuenta con experiencia en teatro independiente e institucional, con compañías como La Fura dels Baus y Teatro Clásico Nacional, así como con la suya propia, Grupo Dom.